# چشم‌اندازهای انسانی کشور من (کتاب)
چشم‌اندازهای انسانی کشور من یا مناظر انسانی سرزمین من (به ترکی استانبولی: Memleketimden İnsan Manzaraları)، کتاب شعری‌ست از ناظم حکمت که در سال ١٩٣٩ شروع به نگارش شده و در اواسط دهه ١٩٦٠ امکان انتشار یافته است. این اثر متشکل است از ١٧ هزار مصرع  و از آن با عنوان قله شعر ناظم حکمت نام برده میشود.

این کتاب زندگی مردم عادی را که از "مشروطیت دوم" تا جنگ جهانی دوم در آناتولی زندگی می‌کرده‌اند به تصویر می‌کشد. تاریخ اجتماعی ترکیه بین سال‌های ١٩٢٠ تا ١٩٤٠ شامل جنگ های استقلال ترکیه می‌شود و از طرفی جنبه‌های مختلف شکست "نازیسم" را طی جنگ جهانی دوم منعکس می‌کند. در این اثر تکنیک‌های نثر، شعر و فیلمنامه‌نویسی با هم به کار برده شده. کتاب شامل پنج جلد است که جلد پنجم هیچگاه به اتمام نرسید.

چشم‌اندازهای انسانی کشور من پس از به زندان افتادن ناظم حکمت در سال ١٩٣٨، به دلیل ممنوعیت انتشار و خواندن آثارش، در طول حیات شاعر منتشر نشد و تنها پس از لغو این ممنوعیت در سال ١٩٦٥، توسط پسرش "محمد فؤاد" در انتشارات "De" که متعلق به خودش بود بین سال‌های ١٩٦٦ و ١٩٦٧ در پنج جلد انتشار یافت.
این اثر، از جانب  "MEB" در لیست صد اثر بنیادین وارد شده است.

## روند نگارش اثر
ناظم حکمت در سال ١٩٣٩ در استانبول شروع به نگارش "چشم‌اندازهای انسانی کشور من" کرد. نام این اثر زمانی که شاعر در سال ١٣٣٩ شروع به نگارش آن کرد، "دانشنامه افراد مشهور" بود. شاعر زمانی که متوجه حمله آلمان به اتحاد جماهیر شوروی شد، به نگارش تاریخ قرن بیست و یکم اندیشید. "چشم‌اندازهای انسانی کشور من" نتیجه به ثمر رسیدن این ایده است و دانشنامه افراد مشهور که در سال ١٩٤١ در زندان بورسا شروع به نگارش شده بود به عنوان یک بخش وارد کتاب چشم‌اندازهای انسانی کشور من شد.

ناظم حکمت، پیش‌نویس اولیه خود را به شکل زیر شرح می‌دهد: "دوست دارم خواننده وقتی این دوازده هزار مصرع را به اتمام می‌رساند از محشری که انسان را ذوب می‌کند عبور کرده باشد. می‌خواهم که با خواندن این بیانات کنگره محشر انسانی، به واسطه انسان‌های طبقات مختلف ترکیه در یک دوره معین، وضعیت اجتماعی دوره تاریخی خاصی از ترکیه فهمیده شود. امیدوارم که در مرحله دوم، وضعیت دنیای اطراف جامعه ترکیه در یک دوره خاص فهمیده شود. می‌خواهم که سوال‌های از کجا آمده، کجاست، و به کجا می رود، در این متن تا حد ممکن جواب داده شود."

(نامه‌هایی از زندان به "کمال طاهر"، ناظم حکمت، نشر Bilgi)

شاعر عنوان می‌کند در سال ١٩٥٠ وقتی که از زندان آزاد می شود ٦٦ هزار سطر از این اثر نوشته شده بود. سال بعد زمانی که کشور را ترک می‌کند، بخش‌هایی از حماسه را بین دوستانش پخش می‌کند. اما برخی از آنها به دلیل نگرانی از دستگیری بخش‌هایی را که در دست داشتند سوزانده و از بین بردند. زمان انتشار اثر در ترکیه در سال ١٩٦٥، فقط ١٧ هزار مصرع باقی مانده بود.

## بخش‌های اثر
قسمت اول اثر در ترمینال حیدرپاشای استانبول سال ١٩٤١ آغاز می شود. از ساعت ١٥:٤٥ که قطار از اسکی‌شهر حرکت می‌کند، داستان درون کابین سوم واگن ٥١٠ قطار تا ساعت ١٨:٣٨ که قطار به آنکارا می‌رسد ادامه می یابد. مسافران قطار، روستاییان عادی، سرباز، کارگر و زندانیان هستند. بعضی از مسافران کل حماسه را با داستان‌های زندگی، جهان‌بینی و افکار خود دنبال می‌کنند.

کتاب دوم درباره مسافران قطار دیگری است که تازه از ایستگاه حیدرپاشا حرکت می‌کند. این بار مسافران سیاستمداران، دیپلمات‌ها، تجار و صاحبان کارخانه‌ها هستند. بعضی قسمت‌های حماسه جنگ استقلال در این بخش آورده شده است.

کتاب سوم در زندان و بیمارستان اتفاق می‌افتد. کتاب چهارم به مقاومت اتحاد جماهیر شوروی و فرانسه در برابر فاشیسم اشاره دارد. در کتاب پنجم که کامل نشده، جنگ و مشکلات و شرایط زندگی در جامعه ترکیه بازتاب داده می‌شود.

## اجراها بر اساس این کتاب
بخش اول این اثر در سال ٢٠٠٢، همزمان با صدمین سالگرد تولد ناظم حکمت توسط تئاتر هنر آنکارا و به کارگردانی "روتکای عزیز" به روی صحنه رفت. نمایش دیگری نیز با نام یازده تصویر از کتاب "چشم‌اندازهای انسانی کشور من" ناظم حکمت توسط "نیهات آسیالی" به روی صحنه آمده است.